# Phymaspermum scoparium
Phymaspermum scoparium là một loài thực vật có hoa trong họ Cúc. Loài này được (DC.) Källersjö miêu tả khoa học đầu tiên năm 1986.